# Castello (sestiere de Venècia)
Castello és el més gran, i el més oriental, dels sis sestieri de Venècia, Itàlia.

## Història
Hi havia hagut, almenys d'ençà el segle VIII, petits assentaments de les illes de San Pietro di Castello (per les quals rep el nom el sestiere). Aquesta illa també s'anomenava Isola d'Olivo
A partir del segle XIII, el districte va créixer al voltant d'una drassana naval al lloc que originàriament era l'Isole Gemini. La terra del districte estava dominada per l'Arsenal de la República de Venècia, llavors el complex naval més gran d'Europa. En aquest districte s'hi va instal·lar una comunitat mercantil grega d'uns 5.000 habitants al Renaixement i a la baixa edat mitjana, amb l'Escola Flanginesa i l'Església Ortodoxa Grega de San Giorgio dei Greci; la primera comprèn l'Institut Hel·lènic d'Estudis Bizantins i Post-Bizantins a Venècia i la segona és actualment la seu de l'arxidiòcesi greco-ortodoxa d'Itàlia.
Altres estructures significatives eren les dels monestirs al nord del barri.
Napoleó va tancar l'Arsenal i va planificar el que avui són els Jardins de la Biennal. Més recentment s'ha creat l'illa de Sant'Elena i s'han drenat més terres a altres extrems de Castello.

## Llocs destacats
Els llocs i edificis destacats de Castello inclouen:
- Església de Santi Giovanni i Paolo (San Zanipoli)
- Església de San Giorgio dei Greci
- Camp Santa Maria Formosa i Església de Santa Maria Formosa
- Església i Ospedale della Pietà
- Església de San Zaccaria
- Església de San Giovanni di Malta
- Escola de San Giorgio degli Schiavoni
- Escola de San Marco
- Arsenal venecià
- Església de Sant'Elena
- Palau Malipiero-Trevisan
- Palau Vitturi
- Palau Zorzi Bon